# Alan Ball (scénariste)
Pour les articles homonymes, voir Alan Ball et Ball.
Alan Ball (né le 20 mai 1957 à Atlanta, dans l'État de Géorgie aux États-Unis) est un scénariste, réalisateur, acteur et producteur de cinéma américain.

## Biographie
Alan Ball nait à Atlanta dans l'État de Géorgie. Il étudie à l'université de Géorgie et à l'université d'État de Floride où il obtient un diplôme d'études de théâtre en 1980. Il commence ensuite à travailler comme auteur pour la compagnie théâtrale General Nonsense à Sarasota en Floride.
Au cinéma, il s'est rendu célèbre par l'écriture du scénario d'American Beauty, scénario qui lui permet de remporter un Oscar et un Golden Globe en 2000. Il est aussi le créateur de deux séries télévisées pour la chaîne câblée HBO : Six Feet Under en 2001 et True Blood en 2008. Plus récemment, il s'illustre dans Banshee diffusé sur Cinemax depuis le 11 janvier 2013. Ces trois séries sont bien accueillies par la critique et reçoivent des récompenses aux États-Unis, notamment un Emmy Award en 2002 pour Six pieds sous terre.
En 2010, il travaille sur le pilote d'une nouvelle série, adaptée d'un roman de Charlie Huston (en), L'art mystique d'effacer tous les signes de la mort. En décembre 2010, après plusieurs mois de pré-production, HBO a tout annulé.
Il est producteur exécutif de la série Banshee dont la diffusion démarre le 11 janvier 2013 sur Cinemax. Il participe au développement de la série, et en produit les trois premières saisons.
En juillet 2016, il est annoncé à la tête d'un nouveau projet : une série centrée sur une famille américaine multi-raciale pour la chaîne HBO. En 2018, le projet qui s'intitule Here & Now est diffusé aux États-Unis sur HBO depuis le 11 février 2018.

### Your Face Goes Here Entertainment

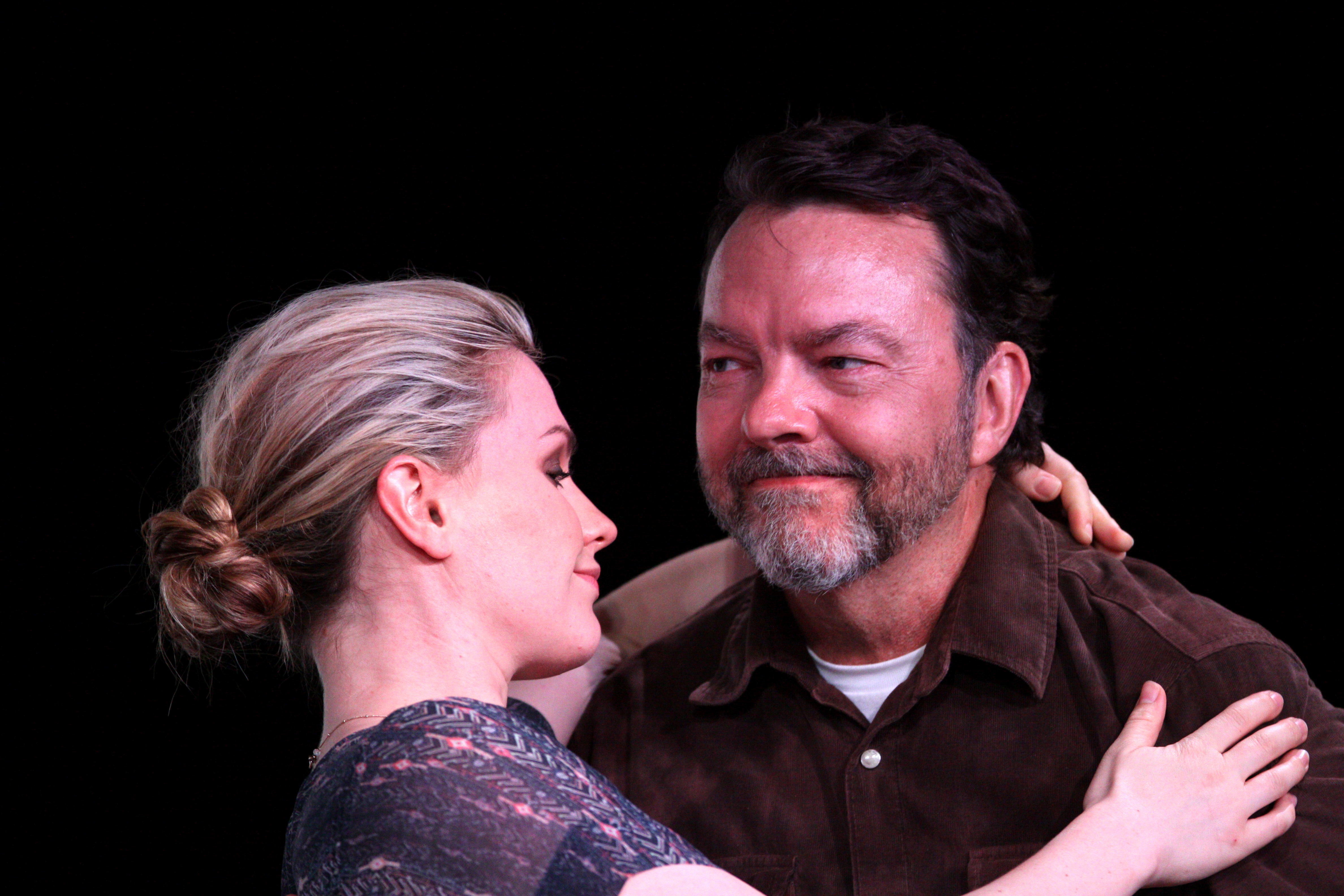
Le producteur aux côtés d'Anna Paquin, l'actrice principale de True Blood, au Comic-Con 2012.

Alan Ball est président de la société de production Your Face Goes Here Entertainment, qui produit la série télévisée True Blood entre 2008 et 2014 puis la série Banshee entre 2013 et 2015.

### Vie personnelle
Alan Ball ne cache pas son homosexualité et a été qualifié de « voix forte pour la communauté LGBT».

## Filmographie

### Télévision
- 2001-2005 : Six Feet Under
- 2008 : True Blood
- 2018 : Here & Now

### Cinéma
- 1999 : American Beauty  (scénariste)
- 2007 : Tabou(s)
- 2020 : Mon oncle Frank (Uncle Frank)

## Théâtre
- 1993 : Cinq filles couleur pêche (en)
- 2013 : Tout ce que je serai, Actes Sud, coll. « Papiers »
- 2014 : Cinq pièces en un acte, Actes Sud, coll. « Papiers »